# تشارلز هايدن
تشارلز هايدن (بالإنجليزية: Charles Hayden) هو خبير مالي أمريكي، ولد في 8 يوليو 1870 في بوسطن في الولايات المتحدة، وتوفي في 8 يناير 1937 في نيويورك في الولايات المتحدة.